# 2129 Козікозі
2129 Козікозі (2129 Cosicosi) — астероїд головного поясу, відкритий 27 вересня 1973 року.
Тіссеранів параметр щодо Юпітера — 3,655.